# بخت نیک
بخت نیک (اسپانیایی: La buena estrella‎) یک فیلم درام اسپانیایی است که در سال ۱۹۹۷ منتشر و در همان سال برندهٔ جایزه گویا برای بهترین فیلم و جایزۀ فوتوگراماس سیمین شد. این فیلم با همکاری تله‌بیسیون اسپانیولا ساخته شده و در جشنواره فیلم کن ۱۹۹۷ به نمایش درآمد.

## گزیدهٔ بازیگران
- آنتونیو رسی‌نس
- ماریبل وردو
- جوردی مویا
- الویرا مینگس
- رامون بارئا
- کلارا سانکیس[۲]